# 元音鬆緊對立
元音鬆緊對立是指緊喉元音和鬆喉元音的對立，是中國西南部及東南亞部分藏缅语中的一種语音現象。在大多数语言中，元音的松紧并不构成音位对立，所以长期被语言学家们所忽视。紧喉音一开始是由马学良在1940年代调查云南路南彝语时开始注意到的，后来得到了李方桂的认同。

## 鬆喉元音
鬆喉元音，日本的語言學家稱之為弛喉元音，亦即我們日常語言發音的元音。

## 紧喉元音
紧喉元音，亦作緊音、紧元音韵母、咽化元音。听感上相对鬆喉元音要响亮、清楚和尖锐的元音。发紧喉元音的时候，声门靠裡的一段部位稍微收缩，声带绷紧，故发出的声音比较清脆。在汉语中，紧喉元音常常在这些场合产生：
- A对B模仿他跟某人厉声说话的情景
- 戏场裡喝彩声“好”
- 通俗唱法男声的某些音质等等

## 鬆緊元音的標示
在中國的少數民族語言，普遍會把緊喉元音從一般元音用符號分別出來（例如：在元音后加上[ʁ]字或[ɣ]字）；在北美洲的埃雅克語，則會在元音後加上「·」符號來表示之前的是一個緊元音。不過，亦有其他語言（例如：柬埔寨語）採用相反的方式，把鬆喉元音用分符號來區別。

## 相關語言
已知存在元音鬆緊對立的語言有：
- 彝语
- 纳西语
- 傈僳语
- 白语
- 景颇语：1950s的拉丁化方案在元音字母前加v表示；19世纪末的拉丁化方案采用p、t、k、ts、chy来代替紧元音前的b、d、g、z、j声母（吐气清音采用hp、ht表示；景颇语中[p]、[t]无对应浊音）。
- 哈尼語

这些语言都属于藏缅语族。
属于汉语族的西南官话岷赤小片（有争议）
屬於尼日爾-剛果語系的多威語（Twi languages）亦有元音鬆緊對立現象，而且出現了元音和諧規則。

## 參看
- 元音